# Xiong
Xiong, även romaniserat Hiunghsien, är ett härad som lyder under Baoding i Hebei-provinsen i norra Kina.